# Diametro equivalente
Il diametro equivalente (o diametro idraulico) è definito come il diametro di un'ipotetica particella sferica che presenta lo stesso comportamento geometrico, ottico, elettrico o aerodinamico di una particella reale non sferica.
Tale grandezza è usata in fluidodinamica per valutare grandezze caratteristiche dei fenomeni di trasporto (come ad esempio il numero di Reynolds) anche per particelle aventi sezioni non circolari.

## Definizione matematica
In termini matematici, il diametro equivalente viene definito come il diametro che avrebbe una sezione circolare con lo stesso rapporto tra perimetro l e sezione S:
{\displaystyle d={\frac {4S}{l}}}
in cui:
- S = area sezione di passaggio.
- l = perimetro efficace.

Nel caso idraulico, il perimetro efficace è quello bagnato dal fluido; nel caso termico è quello non isolato (quello riscaldato o raffreddato).
Per un condotto di sezione circolare è per definizione equivalente al diametro geometrico, essendo:
{\displaystyle d={\frac {\left({\frac {4\pi d^{2}}{4}}\right)}{\pi d}}}
Per due tubi concentrici l'uno nell'altro il perimetro bagnato è considerato solo quello fra i due tubi, se l'unico scambio termico che avviene è fra il tubo interno e quello esterno (in modo cioè adiabatico con l'esterno), mentre si considera la somma delle due circonferenze se avviene anche scambio termico con l'esterno. Si tratta di un caso di notevole interesse in quanto è comune negli scambiatori termici.